# Arrenurus compactilis
Arrenurus compactilis är en kvalsterart som beskrevs av Marshall 1908. Arrenurus compactilis ingår i släktet Arrenurus och familjen Arrenuridae. Inga underarter finns listade i Catalogue of Life.